# گمینا بروده (استان اشوی‌داشکسیه)
گمینا بروده (استان اشوی‌داشکسیه) (به لهستانی:  Gmina Brody) یک گمینا در لهستان است که در شهرستان ستاراخوویتسه واقع شده‌است. گمینا بروده ۱۶۱٫۲۵ کیلومتر مربع مساحت و ۱۰٬۸۱۱ نفر جمعیت دارد.